# بريسيلا ميريليس
بريسيلا ميريليس (بالإنجليزية: Priscilla Meirelles)‏ هي ممثلة ومقدمة برزيلية وناشطة في مجال حماية البيئة وقد حصلت على لقب ملكة جمال الأرض في  2004 في المسابقة التي اقيمت في الفلبين. وهي متزوجة من الممثل الفلبيني جون استرادا